# Рид, Донна
Донна Рид (англ. Donna Reed, 27 января 1921 — 14 января 1986) — американская актриса, обладательница премии «Оскар» и «Золотой глобус».

## Биография
Донна Рид, урождённая Донна Белль Мулленджер (англ. Donna Belle Mullenger), родилась 27 января 1921 года на ферме недалеко от городка Денисон в Айове в семье Хэзл Джейн и Уильяма Ричарда Мулленджера. Она была старшей из пяти детей в семье и воспитывалась в методистских традициях. Она окончила среднюю школу Денисона, а затем, в 1938 году, переехала в Лос-Анджелес, где стала жить со своей тётей Милдред. Там она поступила на курсы ведущей радиопередачи в лос-анджелесский городской колледж.
Кинокарьера Донны Рид стартовала в 1941 году с небольших ролей. Она стала наиболее известна по роли Мэри Бейли в фильме Фрэнка Капра «Эта замечательная жизнь» (1946). В 1954 году за роль в фильме «Отныне и во веки веков» Донна Рид была удостоена премии «Оскар» как «лучшая актриса второго плана». В 1955 году сыграла необычную для её карьеры роль индианки-проводницы Сакагавеи в историко-приключенческом вестерне Рудольфа Мате «Далекие горизонты».
Продолжила успешную карьеру и в 1958—1966 годах сыграла главную роль в ситкоме «Шоу Донны Рид», за которую четырежды номинировалась на премию «Эмми» за лучшую женскую роль в комедийном телесериале, а также получила «Золотой глобус» в 1963 году. В последующие годы актриса мало снималась в кино и на телевидении.
В 1984—1985 годах Донна Рид играла Мисс Элли Юинг в седьмом сезоне телесериала «Даллас», после того как предыдущая исполнительница этой роли Барбара Бел Геддес покинула сериал. В 1985 году Бел Геддес решила вернуться и Донне Рид пришлось прекратить съёмки и уйти из проекта.
Первым мужем актрисы был продюсер Тони Оуэн (1907—1984), который стал отцом её пятерых детей. В 1972 году они развелись и четырьмя годами позже Донна Рид вышла замуж за ушедшего в отставку полковника американской армии Гровера В. Асмуса (1926—2003). Донна Рид умерла 14 января 1986 года в Беверли-Хиллз от рака поджелудочной железы в возрасте 64 лет, и была похоронена на мемориальном кладбище Вествуд Виллейдж в Лос-Анджелесе.
В городке Денисон в Айове проводится ежегодный Фестиваль Донны Рид.

## Избранная фильмография
- 1941 — Тень тонкого человека — Молли
- 1942 — Глаза в ночи — Барбара Лори
- 1943 — Человеческая комедия — Бэсс Маколи
- 1943 — Тысячи приветствий — посетительница
- 1945 — Портрет Дориана Грея — Глэдис Холлуорд
- 1945 — Они были незаменимыми — лейтенант Сэнди Дэвисс
- 1946 — Эта замечательная жизнь — Мэри Хэтч Бэйли
- 1947 — Улица Грин-Долфин — Маргерит Патурель
- 1949 — Чикагский предел — Розита Жан д’Ур
- 1952 — Петля палача[англ.] — Молли Халл
- 1952 — Скандальная хроника — Джули Эллисон
- 1953 — Отныне и во веки веков — Альма «Лорин» Бёрк
- 1953 — Кэдди — Кэти Тэйлор
- 1953 — Оружие ярости — Дженнифер Баллард
- 1954 — Когда я в последний раз видел Париж — Мэрион Эллсуэрт / Матин
- 1955 — Далекие горизонты — Сакагавея
- 1956 — За пределами Момбасы — Энн Уилсон
- 1956 — Выкуп — Эдит Стэннард
- 1956 — История Бенни Гудмена — Элис Хаммонд
- 1958—1966 — Шоу Донны Рид — Донна Стоун
- 1984—1985 — Даллас — Мисс Элли Юинг

## Награды
- 1954 — Премия «Оскар» за лучшую женскую роль второго плана («Отныне и во веки веков»)